# PPCDC
PPCDC (англ. Phosphopantothenoylcysteine decarboxylase) – білок, який кодується однойменним геном, розташованим у людей на 15-й хромосомі. Довжина поліпептидного ланцюга білка становить 204 амінокислот, а молекулярна маса — 22 395.
| 10         |  | 20         |  | 30         |  | 40         |  | 50         |
| ---------- |  | ---------- |  | ---------- |  | ---------- |  | ---------- |
| MEPKASCPAA |  | APLMERKFHV |  | LVGVTGSVAA |  | LKLPLLVSKL |  | LDIPGLEVAV |
| VTTERAKHFY |  | SPQDIPVTLY |  | SDADEWEIWK |  | SRSDPVLHID |  | LRRWADLLLV |
| APLDANTLGK |  | VASGICDNLL |  | TCVMRAWDRS |  | KPLLFCPAMN |  | TAMWEHPITA |
| QQVDQLKAFG |  | YVEIPCVAKK |  | LVCGDEGLGA |  | MAEVGTIVDK |  | VKEVLFQHSG |
| FQQS       |  |            |  |            |  |            |  |            |

A: Аланін

C: Цистеїн

D: Аспарагінова кислота

E: Глутамінова кислота

F: Фенілаланін

G: Гліцин

H: Гістидин

I: Ізолейцин

K: Лізин

L: Лейцин

M: Метіонін

N: Аспарагін

P: Пролін

Q: Глутамін

R: Аргінін

S: Серин

T: Треонін

V: Валін

W: Триптофан

Кодований геном білок за функціями належить до ліаз, декарбоксилаз. 
Задіяний у такому біологічному процесі, як альтернативний сплайсинг. 
Білок має сайт для зв'язування з флавопротеїном. 